# Thyridium boucheri
Thyridium boucheri är en skalbaggsart som beskrevs av Soula 2002. Thyridium boucheri ingår i släktet Thyridium och familjen Rutelidae. Inga underarter finns listade i Catalogue of Life.